# ناأويوكي فوجيتا
ناأُويوكي فوجيتا (باليابانية: 藤田 直之) (مواليد 22 يونيو 1987) هو لاعب كرة قدم ياباني يلعب حاليا لصالح فيسيل كوبه في الدوري الياباني الممتاز. يلعب مع منتخب اليابان لكرة القدم منذ عام 2015م.

## وصلات خارجية
- ناأويوكي فوجيتا على موقع رابطة كرة القدم اليابانية للمحترفين (اليابانية)
- ناأويوكي فوجيتا على موقع إي إس بي إن إف سي (الإنجليزية)
- ناأويوكي فوجيتا على موقع قاعدة بيانات كرة القدم.إي يو (الإنجليزية)
- ناأويوكي فوجيتا على موقع ناشيونال فوتبول تيمز (الإنجليزية)
- ناأويوكي فوجيتا على موقع Soccerbase.com (لاعب) (الإنجليزية)
- ناأويوكي فوجيتا على موقع Soccerway.com (الإنجليزية)
- ناأويوكي فوجيتا على موقع عالم كرة القدم.نت (الإنجليزية)

- National Football Teams